# Lazek (berg i Tjeckien)
Lazek är ett berg i Tjeckien.   Det ligger i regionen Pardubice, i den östra delen av landet, 160 km öster om huvudstaden Prag. Toppen på Lazek är 709 meter över havet, eller 189 meter över den omgivande terrängen. Bredden vid basen är 2,9 km.
Terrängen runt Lazek är kuperad åt nordost, men åt sydväst är den platt.Runt Lazek är det glesbefolkat, med 19 invånare per kvadratkilometer. Närmaste större samhälle är Lanškroun, 6,8 km väster om Lazek. I omgivningarna runt Lazek växer i huvudsak blandskog.